# Чепплін
Чепплін (нім. Zschepplin) — громада в Німеччині, розташована в землі Саксонія. Входить до складу району Північна Саксонія.
Площа — 67,98 км2. Населення становить 2872 ос. (станом на 31 грудня 2020).